# Sean Nicholas Savage
Sean Nicholas Savage (Edmonton, 30 maggio 1986) è un cantautore e musicista canadese.
Membro della scena musicale indipendente canadese, è considerato dalla critica un artista a tutto tondo. È noto per il suo stile eclettico, i suoi testi poetici e la sua produzione particolarmente prolifica.
Dall'inizio della sua attività musicale, nel 2007, ha pubblicato 13 album, tutti per l'etichetta Artubus Records, di cui è stato uno dei primi artisti.

## Discografia

### Album studio
- Summer 5000 (2008)
- Spread Free Like A Butterfly (2009)
- Movin Up in Society (2010)
- Mutual Feelings of Respect And Admiration (2010)
- Tripple Midnight Karma (2011)
- Won Ton Jaz (2011)
- Flamingo (2011)
- Other Life (2013)
- Bermuda Waterfall (2014)
- Other Death (2015)
- Magnificent Fist (2016)
- Yummycoma (2017)
- Screamo (2018)
- Shine (2022)

### Video
| Anno | Video            | Regista      | Link    |
| ---- | ---------------- | ------------ | ------- |
| 2013 | "Other Life"     | Angus Borsos | YouTube |
| 2012 | "You Changed Me" | Angus Borsos | YouTube |